# Seria 151
Malaxa a fost o locomotivă românească construită la Reșița, de către fabricile industriașului român Nicolae Malaxa, al cărui nume îl poartă.  Înregistrarea oficială a acestei serii a fost 151.

## Istoric
După ce a obținut rezultate foarte bune cu seria CFR 142, s-a luat decizia de a construi o nouă locomotivă utilizând piese de preluare din Seria 142. În 1939, fabrica de locomotive N. Malaxa a primit contractul de a construi un prototip cu aranjamentul roților 1`E1` cu 2 cilindri și controlul Heusinger. Piesele preluate au fost: cazanul, ușa camerei de fum (redusă la 200 mm), pompa de alimentare. Au avut boghiuri Krauss-Helmholtz pentru a putea conduce în curbe cu raze de până la 150 m. Cu o capacitate de 2.600 de cai-putere cele două locomotive au fost cele mai puternice locomotive cu aburi construite în România. Acestea au fost folosite la trenurile grele de marfă pe rute cu declivități lungi. Deși ar putea fi considerate ca o versiune a locomotivelor 1`D2`S, ele erau cu adevărat românești și este regretabil faptul că izbucnirea celui de-al Doilea Război Mondial a împiedicat construirea mai multor mașini.

## Prototipuri
Locomotiva 151.001, cu numărul de serie 355/1939 a fost prezentată la expoziția de la Milano, în 1940, unde a fost admirată de mulți vizitatori. Caracteristica forma conică a ușii camerei de fum a fost similară cu cele din seria 231 și latura mică a plintei identice cu cele ale seriei 142.
A doua locomotivă prototip 151.002 cu numărul de fabrică 386/1942 a avut un design ușor diferit.